# Fulcrifera tricentra
Fulcrifera tricentra là một loài bướm đêm thuộc họ Tortricidae. Nó được tìm thấy ở Ấn Độ, Sri Lanka, Indonesia (Java) và probably also Trung Quốc. It has also been reported from Nam Phi, but this seems doubtful.
Sải cánh dài 10–13 mm.
Ấu trùng ăn Crotalaria juncea, Phaseolus mungo, Dolichos lablab, Dolichos biflorus và Tephrosia purpurea. Ấu trùng đục rễ cây Crotolaria juncea non.